# Stipa eremophila
Stipa eremophila là một loài thực vật có hoa trong họ Hòa thảo. Loài này được Reader miêu tả khoa học đầu tiên năm 1901.